# Periodo classico mesoamericano

Ubicazione della Mesoamerica nel continente.

Nell'ambito della cosiddetta cronologia tradizionale delle civiltà mesoamericane, il Periodo Classico è contrassegnato dal consolidamento del processo urbanistico che veniva maturando dal Preclassico Tardo e poi dal Postclassico, il che accade verso il III secolo a.C. Durante la prima parte di questa epoca, la Mesoamerica sarà dominata da Teotihuacan. A partire dall'VIII d.C., questa città comincerà un lungo processo di decadenza che permetterà la fioritura delle culture maya, zapoteca e dei cosiddetti centri regionali dell'Epiclassico.

## Caratteristiche generali
Gli inizi del Periodo Classico mesoamericano possono fissarsi intorno all'anno 200 e la sua fine verso il 900. La cronologia tradizionale suddivide poi questo intervallo in due sottoperiodi: Periodo Classico Iniziale o Antico (dal 200 al 600) e Periodo Classico Recente o Tardo, detto anche Periodo Epiclassico (dal 600 al 900). Tuttavia, la cronologia varia in ogni area culturale. Gli antecedenti del Periodo Classico si trovano nell'ultima fase del Periodo Preclassico, a partire dall'anno 400 d.C., quando grazie a un incremento nell'efficienza delle agricole, avvenne una trasformazione nelle società dell'epoca (crescita demografica, maggiore divisione del lavoro e specializzazione, e l'incremento dello scambio commerciale). I cambiamenti tecnologici che resero possibile questa trasformazione furono condizionati da fattori specifici di ogni regione mesoamericana. Un'attività importante per i maya, gli zapotechi e i teotihuacani fu la religione mesoamericana. 
In questo periodo ebbe luogo anche una biforcazione di tradizioni nell'area mesoamericana: una capeggiata da Teotihuacan, e l'altra dalle città maya del nord. Tale differenziazione è visibile soprattutto in tratti centrali del complesso mesoamericano, come il calendario e i sistemi di scrittura. L'uno e gli altri furono portati alla loro massima complessità nell'area maya. Secondo López Luján e López Austin (2001), se Teotihuacan, la città più importante dell'epoca, non sviluppò a fondo questi elementi culturali fu per il condizionamento socio-politico che prevalse nel centro del Messico. 

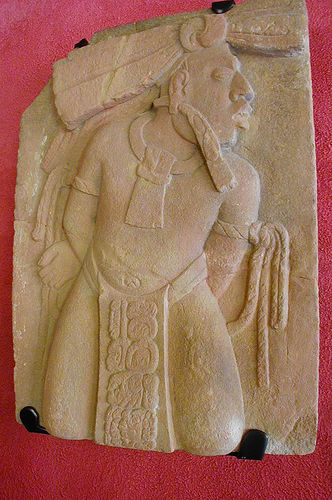
Rappresentazione di un prigioniero. Proviene da Toniná (Chiapas).

Lungi da ciò che si supponeva in buona parte dei primi testi sulle culture del Classico, oggi si sa che tanto Teotihuacan quanto gli stati maya furono popoli guerrieri, anche se mai al grado raggiunto dalle culture del Postclassico. La guerra pare essere un tema centrale nella storia dell'area maya. In quella regione fiorirono varie città stato ostili tra loro. Da parte sua, Teotihuacan non poteva essere giunta ad essere il grande centro politico ed economico che fu senza fare uso della forza, come attesta anche l'iconografia della città; anche se pare che le stesse dimensioni del potere teotihuacano liberarono la città dalle ostilità di altri stati in competizione. Ugualmente, Monte Albán si impose nelle Valles Centrales de Oaxaca per mezzo di azioni belliche, stando a quanto dimostrano le stele di conquista dell'Edificio J di quella città.
Il commercio giocò un ruolo importante come elemento di coesione tra i mesoamericani. Teotihuacan ebbe un ruolo importante come centro articolatore della maggior parte degli scambi. Dopo il suo crollo, anche la rete commerciale decadde, dopodiché sorsero centri regionali che non riuscirono a raggiungere la posizione che aveva occupato prima Teotihuacan.
Un altro dei tratti principali del Classico fu l'urbanesimo. Le città erano attentamente pianificate e tracciate. Le città, oltre ad essere centri amministrativi e religiosi, funsero da complessi produttivi e nodi commerciali.
Come ultimo dato, è necessario sottolineare che nel Classico si «cristallizzarono» la maggior parte delle divinità del pantheon mesoamericano, e che la religione occupò un posto importante nella struttura sociale come ausiliaria del potere politico. Presumibilmente, il clero monopolizzava la conoscenza dell'astronomía, della matematica, della scrittura e perfino il commercio e la politica.
Esistono testi maya scolpiti e diointi, che sono stati identificati come cronologici, astronomici e storici, anche se non sono la fonte principale per la conoscenza dei maya, poiché sono realizzati nella complessa scrittura di quel popolo che è ancora in corso di decifrazione. Il Classico, che abbraccia dal 200 al 900, si caratterizza per una notevole fioritura culturale.
Nelle sezioni seguenti, si prende in esame l'evoluzione del Periodo Classico nelle varie regioni culturali della Mesoamerica: Centro del Messico, Area maya, Oaxaca, Guerrero, Occidente, Nord, Centroamerica.

## Centro del Messico: Teotihuacan
Teotihuacan fu «la città mesoamericana per antonomasia». Le loro origini risalgono al Preclassico Tardo o al Classico. Possibilmente, dopo le eruzioni del Xitle e con il declino di Cuicuilco, Teotihuacan arrivò a concentrare in questa epoca il 75% della popolazione della conca del Messico. Lo sviluppo di Teotihuacan si appoggiò, tra le altre cose, sullo sfruttamento delle risorse del contesto geografico e della sua posizione geografica strategica come incrocio di varie rotte commerciali. 
La cronologia teotihuacana si può dividere in sei fasi che nomineremo qui di seguito:
- Miccaotli (150-250 d. C.): Espansione commerciale. Costruzione della Strada dei Morti, della Cittadella e del Tempio di Quetzalcóatl.
- Tlamimilolpa (250-400): Aumento della popolazione. Costruzione della Piramide della Luna, Tempio delle Chiocciole Impiumate. Fondazione del Quartiere Oaxacheno. Presenza teotihuacana a Monte Albán e Kaminaljuyú. Commercio di ossidiana e ceramica Arancione Sottile.
- Xolalpan (400-550): Fase di maggior apogeo. 125.000 abitanti.
- Metepec (550-650): Declino della città. 85.000 abitanti. Incendio e saccheggio. Perde l'egemonia mesoamericana.
- Oxtotípac e Xometla (650-850): Teotihuacan conserva la preminenza nell'Altopiano.

I cambiamenti nel modello di insediamento nel Centro resero possibile il sorgere della dicotomia campagna/città. Un punto interessante derivato da questa diade è il motivo dell'alta concentrazione di popolazione e il modo in cui l'urbe si forniva di cibi. Si suppone che Teotihuacan dovette contare su tecniche agricole che le avrebbero permesso di soddisfare la domanda della sua enorme popolazione. Si è proposto che tra di esse vi fosse la coltivazione a chinampa nei pantani del San Juan (Sanders), la costruzione di terrazze, il maggese e l'occupazione di una parte importante dei residenti della città nell'agricoltura. In qualunque maniera, è quasi sicuro che dipendessero ampiamente dai raccolti di stagione, e che la loro dieta a base di mais, zucca, fagioli e chili era integrata con caccia, raccolta e pesca.
Altre importanti attività economiche dei teotihuacani erano la produzione artigianale (oggetti di ceramica e manifatture di ossidiana) e il commercio a lunga distanza. In entrambi i casi, esistette un'importante specializzazione e, a causa della domanda, si rese necessario modificare le tecniche per produrre massivamente (ad esempio, attraverso l'utilizzazione di stampi e modellatura senza tornio nel caso della ceramica).
Due espressioni artistiche di spicco a Teotihuacan furono la scultura e l'architettura. Entrambe avevano un carattere pubblico e monumentale. La scultura era in stile geometrico, e le sue opere rappresentavano generalmente animali e divinità, associati all'acqua e alla fertilità. Anche l'architettura aveva i suoi tratti peculiari, il più importante dei quali è l'impiego di moduli talud-tablero, di ampia diffusione nell'epoca.
La scrittura, la matematica, l'astronomia e il calendario non furono mai sviluppati al livello dei loro contemporanei maya. Si suppone che questo sia dovuto a certe caratteristiche interne del sistema politico teotihuacano, ossia che non necessitava di una complessità maggiore in quelle tecnologie e conoscenze.
Rispetto alla sua organizzazione sociale, i ricercatori hanno proposto che la città fosse divisa in quartieri per lignaggi o per corporazioni con occupazioni specifiche. Ciò che è così sicuro è che il suo dominio non poteva ergersi sopra la struttura della parentela, e che si trattava di una città multietnica. Finora, non è possibile stabilire quale sia stato il gruppo maggioritario: si ipotizza che possano essere stati popoli di lingua oto-mangueana, popoluca o nahua.

## Oaxaca

### Mixteca Alta (Fase Las Flores)
A differenza di quanto avveniva nella Valle, la Mixteca non ebbe una capitale egemonica nel Classico. Tuttavia, si verificò un aumento considerevole di località in confronto al Preclassico. Si trattava di nuclei relativamente piccoli, dei quali Yucuñudahui era il maggiore. Yucuñudahui conta su una complessa pianificazione urbana, che segue uno schema a L. In questo insediamento si innalzarono edifici religiosi, palazzi, palazzi, giochi di palla e tombe nello stile degli zapotechi di Monte Albán.

### Valles Centrales (Monte Albán)
Gli oltre mille siti del Classico che sono presenti nelle Valles Centrales de Oaxaca si trovavano evidentemente sotto il controllo di Monte Albán. La storia classica di Monte Albán suole dividersi in due periodi:
- Monte Albán IIIA (250-600 d. C.): forti vincoli con Teotihuacan, di natura probabilmente pacifica.
- Monte Albán IIIB-IV (600-800/900): massimo apogeo della città. Diminuzione dei contatti con il Centro del Messico. Il declino della città è graduale, e inizia intorno all'anno 750, per cause ancora indeterminate.

Questa città si trova costruita su un colle a 400 m sopra il livello della valle. Nell'epoca del suo maggior apogeo giunse ad avere una popolazione di 15.000-30.000 abitanti, che occuparono più di duemila terrazze sui versanti del colle. La città era suddivisa in 15 grandi quartieri, che corrispondevano a un uguale numero di lignaggi o a gruppi integrati di attività economiche. 
Monte Albán contava su una Grande Piazza, circondata da edifici civili e religiosi. La sua caratteristica principale segue il modello talud/tablero di Teotihuacan, con una peculiarità propria della regione: il tavolato (tablero) a «doppio scapolare». Nella grande piazza potevano entrare fino a 15.000 persone. Ospita, inoltre, un buon numero di tombe, delle quali le più importanti sono la 103, 104 e 105. Le offerte trovate erano composte da ornamenti di conchiglia, pietra verde, e soprattutto dalle celebri urne di ceramica grigiastra (capolavori dell'arte classica zapoteca), che in generale non contenevano nient'altro che alcune perline, oggetti di conchiglia o si rivelarono vuote.
Il numero di monumenti con iscrizioni che si sono trovati nella valle di Oaxaca è superato solo dall'area maya. Questi monumenti ci rivelano una scrittura mista, simile a quella maya e a quella olmeca, con un ordinamento sintattico. Le iscrizioni trattano di temi storici (nascite, conquiste, ecc.).

## Occidente
Nell'Occidente non è possibile stabilire una divisione chiara tra il Preclassico e il Classico, dato che il livello di complessità delle culture dell'area non lo permette. Durante il periodo classico, l'Occidente ebbe scarse relazioni con il resto della Mesoamerica, eccezion fatta per l'area di Guerrero, scenario della tradizione mezcala, che conosciamo grazie ai suoi oggetti di pietra intagliata.
In tutta la regione maya si costruirono numerosi insediamenti umani e grandi centri cerimoniali e politici, oltre ad edifici chiaramente destinati al culto, e a costruzioni che servivano per attività amministrative, sistemi di drenaggio e approvvigionamento di acqua potabile. Si trovano poi numerose case di abitazione, che mostrano i distinti strati sociali, nonché mercati, piazze e altre edificazioni, che rivelano una struttura di potere religioso e civile ben organizzata.